# Cihukou (köpinghuvudort i Kina, Hunan Sheng, lat 28,73, long 112,55)
Cihukou (kinesiska: 茈湖口, 茈湖口镇) är en köpinghuvudort i Kina. Den ligger i provinsen Hunan, i den södra delen av landet, omkring 72 kilometer nordväst om provinshuvudstaden Changsha. Antalet invånare är 33 532. Befolkningen består av 16 465 kvinnor och 17 067 män. Barn under 15 år utgör 15,0 %, vuxna 15-64 år 73 %, och äldre över 65 år 11,0 %.
Runt Cihukou är det tätbefolkat, med 511 invånare per kvadratkilometer. Närmaste större samhälle är Sanyantang, 19,2 km väster om Cihukou. Trakten runt Cihukou består till största delen av jordbruksmark.
Genomsnittlig årsnederbörd är 1 683 millimeter. Den regnigaste månaden är maj, med i genomsnitt 292 mm nederbörd, och den torraste är december, med 45 mm nederbörd.